# Eupithecia isopsaliodes
Eupithecia isopsaliodes es una especie de polilla de la familia Geometridae. La especie fue descrita por primera vez por D.S. Fletcher habiendo sido descrita en 1978, con distribución en Tanzania. El holotipo de la especie fue descrita en la falda oeste del monte Meru, a poca distancia de Olkokola, a una altitud de 8700 pies (2651,8 m).